# Casket (německá hudební skupina, Hellmitzheim)
Casket byla německá gothic metalová kapela z Hellmitzheimu (Iphofen) ve spolkové zemi Bavorsko založená roku 1992.
Debutové studiové album Emotions... ...Dream or Reality vyšlo v roce 1997 pod hlavičkou vydavatelství Serenades Records. Během své existence kapela vydala celkem tři dlouhohrající alba a dvě demonahrávky.
Poslední známá sestava z třetího alba Faithless byla: Karin Trapp (zpěv), Marc Fischer (baskytara), Steffen Klein (bicí), Jürgen Bischoff (kytara), 
Jörg Weber (kytara, zpěv) a Tobias Demel (klávesy).

## Diskografie

### Dema
- Voices from Beyond (1993)
- ...but Death Comes Soon (1994)

### Studiová alba
- Emotions... ...Dream or Reality (1997)
- Tomorrow (1997)
- Faithless (1998)